# Somen Banerjee
Somen Banerjee (Bombay, 8 ottobre 1946 – Los Angeles, 23 ottobre 1994) è stato un imprenditore statunitense conosciuto soprattutto per essere stato il fondatore dello strip club Chippendales sulla cui vicenda è basata la serie televisiva Ecco a voi i Chippendales.
Figlio di un tipografo, da giovane è emigrato in USA dove ha iniziato a farsi chiamare "Steve", ha lavorato in un distributore, quindi con il denaro che aveva risparmiato ha acquistato un locale. Nonostante vari tentativi, il suo locale non decollava, nel 1979 ha deciso quindi di cambiare genere e di avviare uno strip club maschile. Sia il locale che i ballerini si chiameranno Chippendales. Socio di Banerjee è Paul Snider, il marito di Dorothy Stratten.
Dopo la morte di Snider, che nell'agosto del 1980 aveva sparato alla moglie perché lo aveva lasciato e poi con la stessa arma si era suicidato, Somen ha ingaggia il coreografo Nick De Noia, vincitore di un Emmy perché rinnovasse lo spettacolo dei suoi spogliarellisti. Nick però ha molte idee ed è noto nel mondo dello spettacolo, quindi ha cominciato a surclassare Somen, il quale non tollera rivali ma mentre De Noia è in ascesa, Somen ha cominciato a commettere errori che lo porteranno sull'orlo della bancarotta: fa stampare centinaia di migliaia di copie di calendari con le foto dei suoi spogliarellisti che contengono però errori di stampa e istruisce i suoi buttafuori che non lascino entrare neri nel locale e per questo viene denunciato. Inoltre incarica un suo collaboratore di incendiare locali di spogliarello maschile che si sono ispirati al Chippendales.
Quando poi De Noia va in tournée con un gruppo di spogliarellisti, ottenendo un ottimo successo di pubblico, Somen assolda un sicario e lo fa uccidere.  Arrestato e incarcerato, Somen, che al processo si era dichiarato colpevole, si è suicidato in carcere.